# Bergisch Gladbach

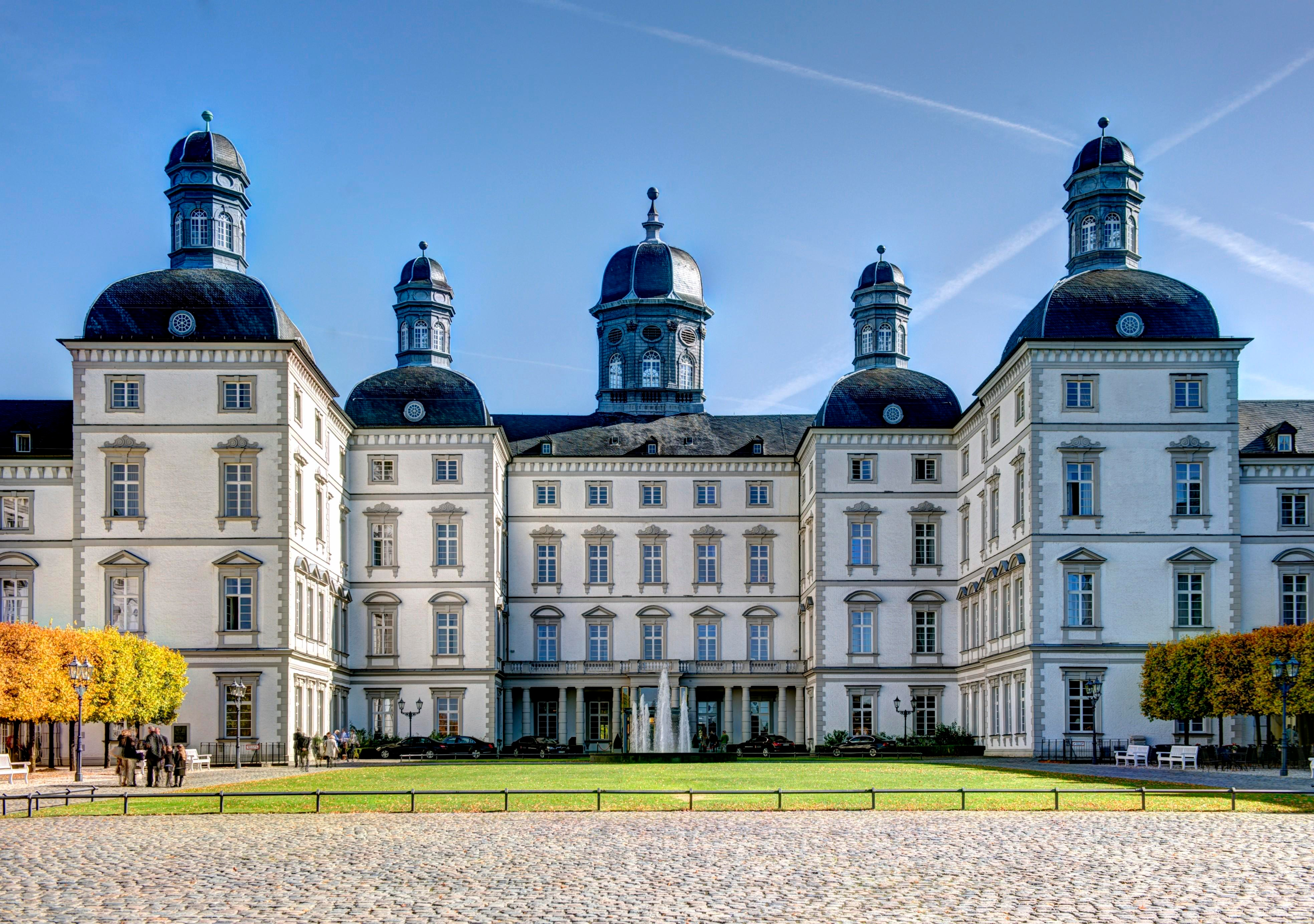
Schloss Bensberg 2012/Castle Bensberg 2012

Bergisch Gladbach  è una città di 111 645 abitanti della Renania Settentrionale-Vestfalia, in Germania.
Appartiene al distretto governativo (Regierungsbezirk) di Colonia ed è il capoluogo nonché il centro maggiore del circondario del Reno-Berg. Si fregia del titolo di "Grande città di circondario" (Große kreisangehörige Stadt). Nel quartiere cittadino di Bensberg si trova l'omonimo castello realizzato nel XVIII secolo dall'architetto veneziano Matteo Alberti.

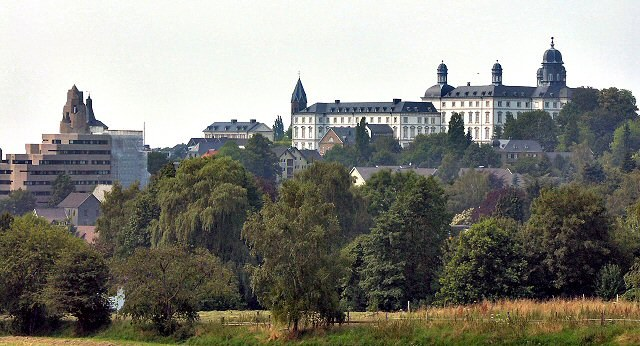
Bensberg, Rathaus e Castello

## Geografia fisica
Bergisch Gladbach è situata circa 10 km a est delle rive del Reno sulle pendici del Bergisches Land, una zona collinare situata tra Remscheid, Solingen e Wuppertal.
La parte occidentale di Bergisch Gladbach confina con la città di Colonia.
Il punto più elevato della città è situato nella zona di Dreispringen (267,3 m s.l.m.) il punto più basso si trova a 51,2 m s.l.m.
L'estensione dei confini comunali è di 12 km da nord a sud e di 14 km da est a ovest.

## Storia
Bensberg (oggi quartiere di Bergisch Gladbach) venne citata per la prima volta in un documento ufficiale nel 1139 con il nome di Benesburc.
Bergisch Gladbach fu invece citata per la prima volta nel 1271, con il nome di Gladebag.
Entrambe le località divennero poi i nuclei centrali di un territorio fitto di insediamenti appartenenti prima alla contea e in seguito al ducato di Berg.
Nel 1806 tutto il territorio passò sotto il dominio francese e in seguito, nel 1808, al granducato di Berg e infine alla Prussia (1815).
Inizialmente la zona fece parte della provincia prussiana di Jülich-Kleve-Berg e dal 1822 della provincia renana. Nel 1848, su un timbro postale, apparve per la prima volta il termine Bergisch legato alla località di Gladbach benché fin dall'inizio del XIX secolo si facesse sporadicamente uso dell'attributo. Nel 1856 assunse il titolo di città; al tempo gli abitanti erano circa 5 000.
Dal 1863 l'attributo "Bergisch" divenne ufficiale per distinguerla da Mönchengladbach.
Bensberg e i dintorni nel corso della seconda guerra mondiale subirono danni minimi. Nel 1947 anche Bensberg assunse il titolo di città (21 000 abitanti).
Nel 1975, nell'ambito della riforma territoriale del Renania Settentrionale-Vestfalia, la città di Bensberg e il comune di Schildgen vennero annessi a Bergisch Gladbach.

## Geografia antropica

### Suddivisioni amministrative
Bergisch Gladbach è suddivisa in 6 "distretti statistici" (Statistisches Bezirk), a loro volta suddivisi in quartieri (Wohnplatz), complessivamente 25:
- Distretto 1, con i quartieri:
  - Hand
  - Katterbach
  - Nußbaum
  - Paffrath
  - Schildgen
- Distretto 2, con i quartieri:
  - Gronau
  - Hebborn
  - Heidkamp
  - Stadtmitte
- Distretto 3, con i quartieri:
  - Herrenstrunden
  - Romaney
  - Sand
- Distretto 4, con i quartieri:
  - Asselborn
  - Bärbroich
  - Herkenrath
- Distretto 5, con i quartieri:
  - Bensberg
  - Bockenberg
  - Kaule
  - Lückerath
  - Moitzfeld
- Distretto 6, con i quartieri:
  - Alt-Refrath
  - Frankenforst
  - Kippekausen
  - Lustheide
  - Refrath

## Infrastrutture e trasporti
Bergisch Gladbach è capolinea della linea S11 della S-Bahn di Colonia.

## Sport
La città ha dato i natali ai calciatori tedeschi Mats Hummels e Tim Wiese.

## Amministrazione

### Gemellaggi
- Bourgoin-Jallieu, Francia, dal 1956
- Luton, Inghilterra, Regno Unito, dal 1956
- Velsen, Paesi Bassi, dal 1956
- Joinville-le-Pont, Francia, dal 1960
- Runnymede, Inghilterra, Regno Unito, dal 1965
- Marijampolė, Lituania, dal 1989
- Limassol, Cipro, dal 1991
- Pszczyna, Polonia, dal 1993